# Anselm Glück

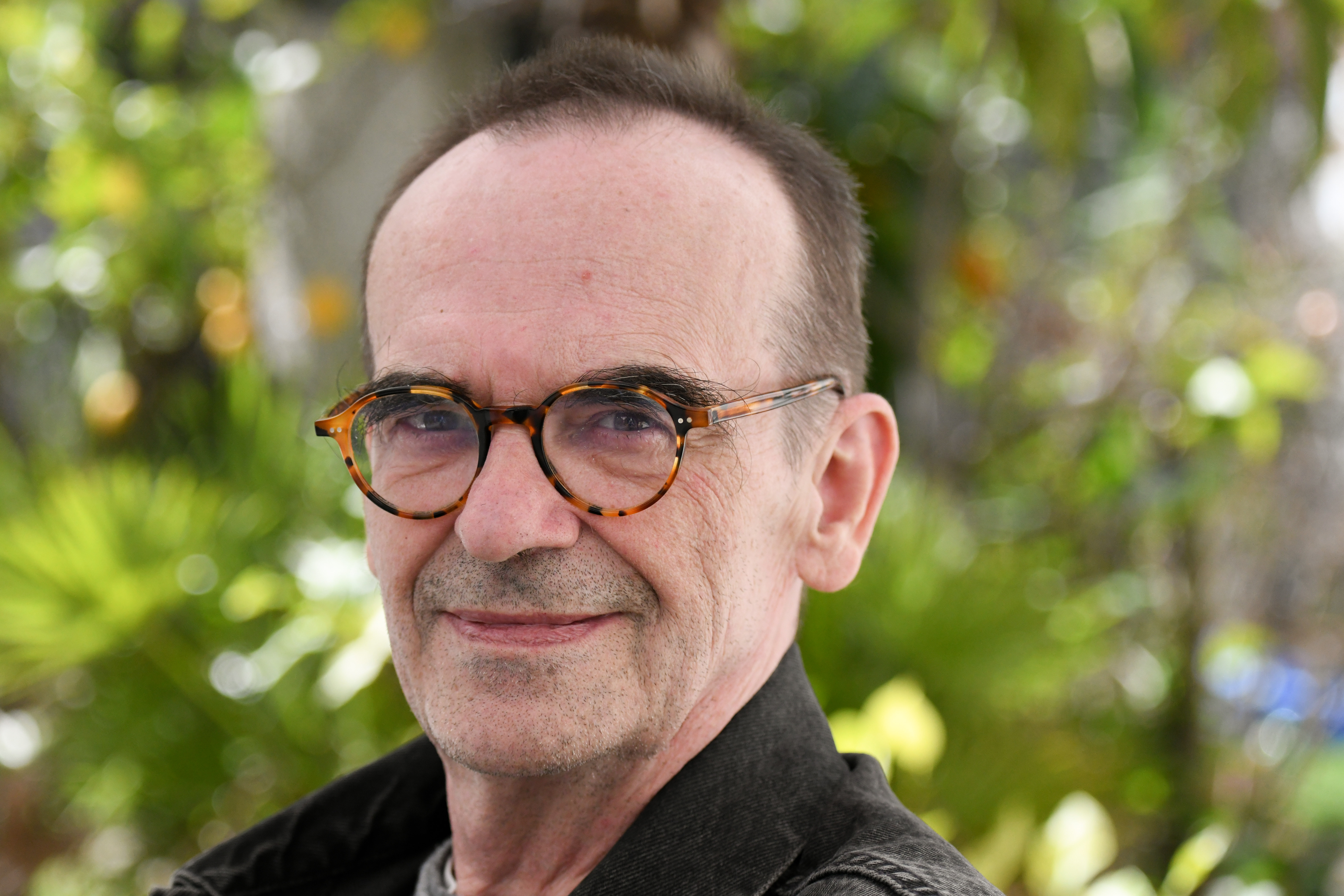
Anselm Glück (2018)

Anselm Glück, eigentlich Friedrich Anselm Glück, (* 28. Jänner 1950 in Linz, Oberösterreich) lebt seit 1978 als freiberuflicher Schriftsteller, Maler und Grafiker in Wien. Dort beschäftigt er sich mit experimenteller Literatur, zum Teil mit eigenen Illustrationen, Poetik-Performances und Kunstausstellungen.

## Leben und Werk
Nach einer Ausbildung zum Drogisten besuchte Glück Vorlesungen für Sinologie und Völkerkunde in Wien und studierte vier Semester Gebrauchsgrafik an der Kunsthochschule in Linz. Seine ersten Texte erschienen 1974. Neben Prosatexten verfasste er seither auch Theaterstücke und ein Opernlibretto („inland“, 2001). 1991 und 1992 war Anselm Glück Stadtschreiber in Graz.
Glücks poetisches Verfahren besteht in der Verfremdung seiner Sujets in Montagen und Collagen, die er sowohl in seiner Textproduktion als auch in seinen vielerorts ausgestellten malerischen und grafischen Werken bevorzugt. Bekannt wurde er zudem durch seine Auftritte, zum Beispiel in den Literaturhäusern, die eher Poesie-Performances sind als Lesungen. Glück wurde für sein Werk mit zahlreichen Ehrungen bedacht, darunter dem Landeskulturpreis für Literatur des Landes Oberösterreich 1996, dem Heimrad-Bäcker-Preis 2004, dem Preis der Stadt Wien für Literatur 2012 und dem Großen Landespreis für Kultur Oberösterreich für Literatur (Adalbert-Stifter-Preis) 2023.
Bilder von Anselm Glück befinden sich in privaten und öffentlichen Sammlungen, zum Beispiel des Lentos Kunstmuseums Linz, der Kunstsammlung Oberösterreich, im Museum Liaunig und im Strabag Kunstforum.

## Ausstellungen und Werke

### Einzelausstellungen
- 1995: neue arbeiten, Galerie Chobot, Wien.
- 2000: „glück verschönert das betrachten“, Galerie Hohenlohe & Kalb, Wien
- 2002: „in einem zimmer kann jeder gegenstand durch ein bild ersetzt werden. die augen gleiten vom beiläufigen hinsehen ins unablässige schauen. glück verschönert das betrachten. danke.“, Galerie Hohenlohe & Kalb, Wien.
- 2005: „schlafwandler und doppelgänger“, Galerie Kovacek & Zetter, Wien.
- 2006: „auf das beste wartet man am längsten vergeblich“, Galerie Thiele, Linz.
- 2007: „gemeinsam sind wir mehr“, Galerie Kovacek & Zetter, Wien.
- 2009: „die gute nachricht. der brave bote. der schöne weg“, Galerie Kovacek & Zetter, Wien.
- 2009: Anselm Glück, Stifterhaus, Linz[6]
- 2010: „anselm glück – gemeinsam üben“, Strabag Kunstforum.
- 2011: „das gesicht wird vor den spiegel getragen“, Galerie Hofkabinett, Linz.
- 2011: „kultwägen und prozessionen“, Galerie in der Schmiede, Pasching.
- 2012: „der zur schau gestellte blick“, Galerie Kovacek & Zetter, Wien.
- 2014: „jedem das meine“, Galerie in der Schmiede, Pasching.[7]
- 2014: „anselm glück“, Galerie Kovacek & Zetter, Wien.
- 2022: „Malerei und Zeichnung“, Galerie in der Schmiede, Pasching.
- 2023: „schlafwandler und doppelgänger“, Galerie Kovacek & Zetter, Wien.

### Gruppenausstellung (Auswahl)
- 1990: Ursprung und Moderne, Oberösterreichische Landesausstellung, Neue Galerie der Stadt Linz (Katalog)

Werkstatt Kollerschlag
- 1998: Meteorit, RWE, Essen (Dauereinrichtung)
- 1999: Lineamente international, Neue Galerie der Stadt Linz / Wolfgang-Gurlitt-Museum
- 1999: SPIELEN – Kunst + Spiel, Burgenländische Landesgalerie, Eisenstadt
- 2009: Linz 09, Lentos, Linz[8]

### Bücher
- 1977: stumm. Edition Neue Texte
- 1981: falschwissers totenreden(t). Edition Suhrkamp, ISBN 978-3-518-11061-4
- 1984: etc. 1&2. Armin Abmeier (Hrsg.), München
- 1984: ohne titel. Edition Neue Texte, ISBN 3-900292-37-X
- 1984: ohne titel. Literaturverlag Droschl, Graz
- 1985: meine arme sind herz genug. Literaturverlag Droschl, Graz, ISBN 978-3-85420-065-9
- 1986: ein auge sah sich um. Armin Abmeier (Hrsg.), München
- 1987: die eingeborenen sind ausgestorben. Literaturverlag Droschl, Graz, ISBN 978-3-85420-112-0
- 1988: ich muß immer daran denken : Geschichte. Literaturverlag Droschl, Graz, ISBN 978-3-85420-148-9
- 1992: wir sind ein lebendes beispiel : Theaterstück. Literaturverlag Droschl, Graz, ISBN 978-3-85420-237-0
- 1993: ich meine was ich tu. Literaturverlag Droschl, Graz, ISBN 978-3-85420-330-8
- 1993: melken bis blut kommt. Armin Abmeier (Hrsg.), Maro Verlag Augsburg (In der Reihe Die tollen Hefte)
- 1994: mit der erde fliegen. Literaturverlag Droschl, Graz, ISBN 978-3-85420-393-3
- 1995: die letzte jahreszeit. (Heft 1), Literaturverlag Droschl, Graz
- 1996: die letzte jahreszeit. (Heft 2), Literaturverlag Droschl, Graz, ISBN 978-3-85420-443-5
- 1996: eiserne mimosen. Theaterstück, Literaturverlag Droschl, Graz
- 1996: toter winkel. blinder fleck. Literaturverlag Droschl, Graz, ISBN 978-3-85420-427-5
- 1998: ich kann mich nur an jetzt erinnern : Denkschrift zum bevorstehenden Jahrtausendwechsel (sehen sie selbst). Literaturverlag Droschl, Graz, ISBN 978-3-854204-87-9
- 1999: mehr gegenwart - mehr bilder. edition splitter (Verlag), ISBN 978-3-901190-77-3
- 2000: inland. Theaterstück, Literaturverlag Droschl, Graz
- 2003: innerhalb des gefrierpunktes. Theaterstück, Literaturverlag Droschl, Graz, ISBN 3-85420-625-9.
- 2006: rastlose lethargie. dem leben liegt es, immer wieder in gefängnisse zu entkommen. edition splitter, Wien, ISBN 978-3-90119095-7
- 2007: Die Maske hinter dem Gesicht.  Roman, Jung und Jung Verlag, Salzburg, ISBN 978-3-902497-22-2[9]
- 2009: Schatten abtasten. Jung und Jung Verlag, Salzburg, ISBN 978-3-902497-51-2
- 2012: Gemeinsam üben. Ritter Verlag, Klagenfurt, ISBN 978-3-85415-488-4
- 2024: Die Bühne als Versteck. Klever Verlag, Wien, ISBN 978-3-99156-008-1[10]

### Audio
- 1989: Manfred Chobot: ich muss immer daran denken, ORF Ö1, Tonspuren, 21. Mai 1989.
- 1991: Heinz Hartwig im Gespräch mit Anselm Glück, ORF Steiermark, Gespräch am Sonntagabend, 26. Mai 1991.
- 2007: Klaus Nüchtern: ich kann mich nur an jetzt erinnern, ORF Ö1 Tonspuren 9. Februar 2007.[11][12]

### Aufführungen
- 1991: wir sind ein lebendes beispiel. Im Rahmen des Steirischen Herbst, Waagner-Biro Halle, Graz
- 1993: wir sind ein lebendes beispiel. ARGE Kulturgelände Nonntal, Salzburg
- 1996: eiserne mimosen. Im Rahmen des Steirischen Herbst, Thalia Theater, Graz
- 1998: fast wär ich's nicht. (Auftragsstück) Kabinetttheater Wien
- 1999: wir sind ein lebendes beispiel. Theater die Rampe, Stuttgart
- 1999: eisene mimosen. Theater die Rampe, Stuttgart
- 2003: innerhalb des gefrierpunkts. Auftragsstück für Graz 2003 Kulturhauptstadt[13]

## Auszeichnungen
- 1974: Förderungspreis des Landestheaters Linz
- 1974: Talentförderungsprämie des Landes Oberösterreich
- 1976: Nachwuchsstipendium für Literatur des Bundesministeriums für Unterricht und Kunst
- 1985: Staatsstipendium für Literatur des Bundesministeriums für Unterricht und Kunst
- 1986: Förderungspreis der Stadt Wien für Literatur
- 1986: 2. Preis des Römerquelle Kunstwettbewerbs
- 1988: Preis des Landes Kärnten beim Ingeborg-Bachmann-Wettbewerb
- 1991/92: Stadtschreiber von Graz
- 1996: Landeskulturpreis für Literatur des Landes Oberösterreich
- 1996: Literaturpreis des Landes Steiermark
- 2004: Heimrad-Bäcker-Preis[14]
- 2008: Preis der Literaturhäuser[15]
- 2012: Preis der Stadt Wien für Literatur[16]
- 2016: Oskar-Pastior-Preis
- 2016: H. C. Artmann-Preis[17][18]
- 2023: Kulturpreis des Landes Oberösterreich – Großer Landespreis für Kultur in der Sparte Literatur[19][20]